# Alam al-Malika
Alam al-Malika, död 1130, var härskare i furstendömet Zabid i Jemen mellan 1111 och 1130: först som första rådgivare och de facto regent, och från 1123 som de facto monark.  
Alam al-Malika var ursprungligen slavkonkubin och sångerska (Jarya) åt Zabids furste, Mansur ibn Najah (regerande 1111-1123), som hade så stor respekt för hennes intelligens att han utnämnde henne till förstaminister och enligt uppgift aldrig fattade ett beslut utan hennes rådgivande. När han år 1123 mördades av sin visir Mann Allah, kvarblev Alam al-Malika i sin maktposition: hon var från och med detta år statens enda regent, men eftersom hon aldrig fick khutba utfärdad i sitt namn, räknas hon dock inte som formell monark. Hon ska ha regerat staten med stor förtjänst och erkändes för sin förmåga av sin samtid. 